# Dandárcsoport

Gyalogos dandárcsoport, US Army

A dandárcsoport (angolul: brigade group) elsősorban a brit Nemzetközösség szárazföldi haderejének harcrendjében ad hoc jelleggel létrehozott alakulat, a legkisebb egység, amely huzamosabb ideig képes önállóan működni a harctéren. A létszáma 4-5000 fő, a parancsnoka dandártábornok vagy ezredes.
Szervezeti elképzelése a második világháború idején, a nemzetközösségi Totalize hadműveletben lett kipróbálva, majd az amerikai haderő is alkalmazta a koreai háborúban, mint ezred-harccsoport (RCT). Ez a tengerészgyalogság alap alakulati szintjévé vált, melyet később az amerikai hadsereg dandár-harccsoporttá (BCT) fejlesztett. Mindkettő a harccsoport hadműveleti változatai.
1918-ban a Károlyi Mihály-kormány idején a Magyar (Királyi?) Honvédséget is névlegesen átszervezték Dandárcsoportokká, melyeket a következő képpen terveztek felállítani: 1 gyalogezred három gyalogos zászlóaljjal, egy tüzérezred 2 tüzérosztállyal, illetve ezredeken kívül egy lovasosztály, mely egy géppuskás- és egy huszárszázadot tömörít, illetve egy önálló árkászszázad. 3 dandárcsoportból és egy önálló repülőgép századból és távírós századból állt egy hadosztály amelyből 6 darab volt, továbbá a hadosztály méretű Székely Különítmény. Fontos megjegyezni, hogy ezek csupán keretek voltak, és Károlyi vezetése alatt nem sikerült megfelelően feltölteni és felszerelni ezeket az egységeket. A Tanácsköztársaság alatt a román támadás következtében májusban az akkor már Vörös Hadsereget átszervezték sima dandárokká.

## Fordítás
- Ez a szócikk részben vagy egészben  a   Brigade group című angol Wikipédia-szócikk ezen változatának fordításán alapul.  Az eredeti cikk szerkesztőit annak laptörténete sorolja fel. Ez a jelzés csupán a megfogalmazás eredetét és a szerzői jogokat jelzi, nem szolgál a cikkben szereplő információk forrásmegjelöléseként.